# Propedies bipunctatus
Propedies bipunctatus är en insektsart som först beskrevs av Giglio-tos 1894.  Propedies bipunctatus ingår i släktet Propedies och familjen gräshoppor. Inga underarter finns listade i Catalogue of Life.